# 쑹파루역
쑹파루역(중국어: 淞发路站)은 상하이시 바오산구 쑹남진 이셴로 쑹파로에 위치한 상하이 지하철 3호선의 고가역이다.

## 역 구조
| 2층  | 상대식 승강장, 오른쪽 출입문이 열림 | 상대식 승강장, 오른쪽 출입문이 열림             |
| 2층  | ←                                   | ■3호선 상하이 남역 방면 (창장난루)              |
| 2층  | →                                   | ■3호선 장양베이루 방면 (장화빈)                 |
| 2층  | 상대식 승강장, 오른쪽 출입문이 열림 |                                                 |
| 지면 | 대합실                              | 1번 출구, 개집표기, 자동매표기, 유인 안내데스크 |

## 출구
|           |                                          |      |  |
| 출구 번호 | 출구 위치                                | 사진 |  |
| 1번 출구  | 이셴로(逸仙路) 서측, 쑹파로(淞发路) 북측 |      |  |

## 연결 가능한 버스 교통
51, 51구간, 116